# NGC 6885

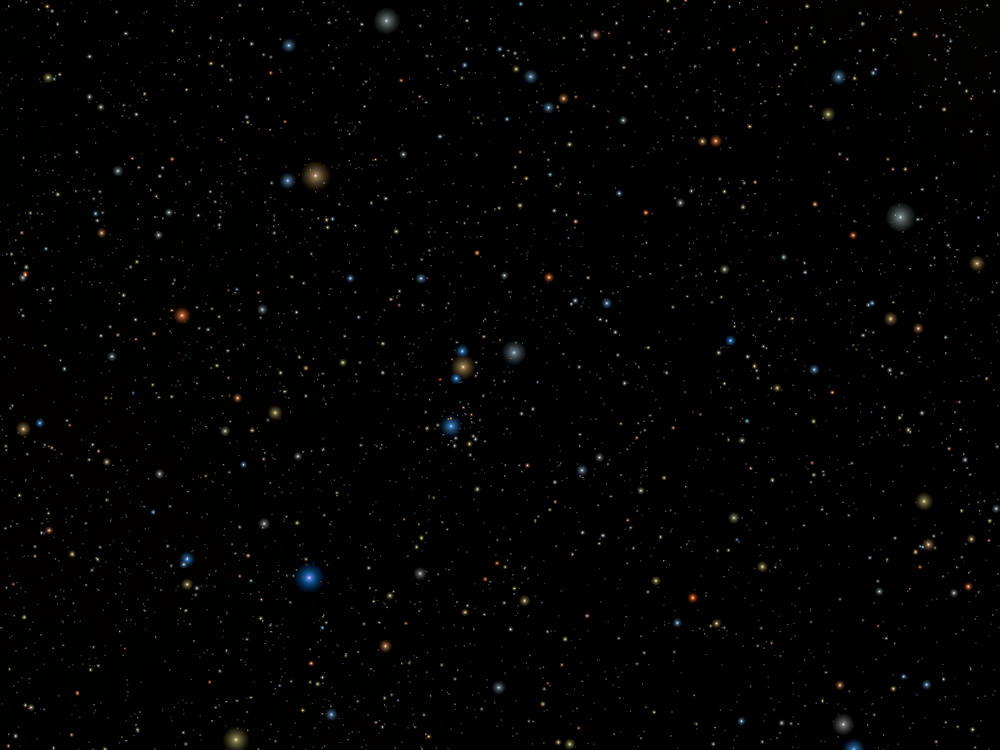
NGC 6885

NGC 6885 sau Caldwell 37 este un roi deschis din constelația Vulpea. 